# Université de Toronto à Mississauga
Pour un article plus général, voir Université de Toronto.
L'Université de Toronto à Mississauga (aussi abrégé UTM) est l'un des campus de l'Université de Toronto, situé à Mississauga, Ontario, Canada et construit en 1967. L'Université est située dans la vallée de la Credit River, à environ 33km à l'ouest du centre-ville de Toronto.

## Histoire
L'université a été construit sur l'ancien domaine de Reginald Watkins, qui a été acheté en 1965. Construit sur le modèle de l'Erindale College en 1965, la construction du bâtiment principal de l'Université a commencé en 1966. Bien que ce bâtiment a été initialement conçu pour être temporaire, le bâtiment existe encore aujourd'huiHistoire de l'UTM. 